# Eishockey-Weltmeisterschaft der U18-Frauen 2013
Die 6. Eishockey-Weltmeisterschaften der U18-Frauen der Internationalen Eishockey-Föderation IIHF waren die Eishockey-Weltmeisterschaften des Jahres 2013 in der Altersklasse der Unter-Achtzehnjährigen (U18). Insgesamt nahmen zwischen dem 27. Oktober 2012 und dem 8. Januar 2013 18 Nationalmannschaften an den drei Turnieren der Top-Division, der Division I und Qualifikation zu selbiger teil.
Der Weltmeister wurde zum dritten Mal die Mannschaft der Kanadas, die im Finale den Erzrivalen aus den Vereinigten Staaten mit 2:1 nach Verlängerung bezwingen konnte. Die deutsche Mannschaft beendete das Turnier auf dem achten Platz in der Top-Division und stieg damit in die Division I ab. Die U18-Auswahl der Schweiz belegte den zweiten Platz in der Division I, während das Team aus Österreich das Turnier auf dem letzten Platz beendete und sich damit 2014 über das Qualifikationsturnier für die Division I qualifizieren muss.

## Teilnehmer, Austragungsorte und -zeiträume
- Top-Division: 28. Dezember 2012 bis 5. Januar 2013 in Heinola und Vierumäki, Finnland

Teilnehmer:  Deutschland,  Finnland,  Kanada (Titelverteidiger),  Russland,  Schweden,  Tschechien,  Ungarn (Aufsteiger),  USA
- Division I: 2. bis 8. Januar 2013 in Romanshorn, Schweiz

Teilnehmer:  Frankreich (Qualifikant),  Japan,  Norwegen,  Österreich,  Schweiz (Absteiger),  Slowakei (Qualifikant)
- Qualifikation zur Division I: 27. Oktober bis 1. November 2012 in Dumfries, Schottland, Großbritannien

Teilnehmer:  Volksrepublik China,  Frankreich,  Großbritannien (Absteiger),  Italien,  Kasachstan,  Slowakei (Absteiger)

## Top-Division
Die U18-Weltmeisterschaft der Top-Division fand vom 28. Dezember 2011 bis 5. Januar 2013 in der finnischen Stadt Heinola und deren Vorort Vierumäki statt. Die Spiele wurden in der Versowood Areena (2.975 Plätze) und in der Eishalle des Sport Institute of Finland ausgetragen. Das Gelände des Sport Institute in Virumäki wurde zudem für die Unterbringung und das Training der teilnehmenden Mannschaften genutzt. Insgesamt besuchten 6.164 Zuschauer die 21 Turnierspiele, was einem Schnitt von 294 pro Partie entspricht.
Es nahmen acht Nationalmannschaften teil, die in zwei Gruppen zu je vier Teams spielten. Dabei setzten sich die beiden Gruppen nach den Platzierungen der Nationalmannschaften bei der Weltmeisterschaft 2012 nach folgendem Schlüssel zusammen:
| Gruppe A        | Gruppe B       |
| Kanada (1)      | USA (2)        |
| Deutschland (4) | Schweden (3)   |
| Finnland (5)    | Tschechien (6) |
| Ungarn (9)      | Russland (7)   |

Den Weltmeistertitel sicherte sich Titelverteidiger Kanada, das im Finale durch einen knappen 2:1-Sieg in der Verlängerung gegen den Erzrivalen USA gewann. Es war der insgesamt dritte Titelgewinn für die Kanadierinnen, die damit mit dem bisherigen Rekordsieger aus den Vereinigten Staaten gleichzogen. Die Bronzemedaille gewann zum insgesamt vierten Mal Schweden durch einen deutlichen 4:0-Sieg über Tschechien. Die Plätze 5 und 6 sicherten sich Finnland und der überraschend auftrumpfende Aufsteiger aus Ungarn. In der Abstiegsrunde musste der Vorjahresvierte Deutschland in der Best-of-Three-Serie gegen Russland nach zwei Niederlagen den Weg in die Division I antreten.
Bei den individuellen Auszeichnungen wurde die US-Amerikanerin Kate Schipper zur wertvollsten Spielerin und besten Stürmerin ernannt. Sie war mit elf Scorerpunkten und acht Torvorlagen auch die Topscorerin und beste Vorlagengeberin des Turniers. Die Kanadierin Halli Krzyzaniak wurde als beste Verteidigerin und Minatsu Murase aus Schweden als beste Torhüterin ausgezeichnet. Mit sechs Treffern erzielte die Russin Anna Schochina die meisten Turniertore.

### Modus
Nach den Gruppenspielen – jede Mannschaft bestritt drei davon – der Vorrunde qualifizierten sich die beiden Gruppenersten direkt für das Halbfinale. Die Gruppenzweiten und -dritten bestritten je ein Qualifikationsspiel zur Halbfinalteilnahme. Die Vierten der Gruppenspiele bestritten eine Best-of-Three-Serie um den siebten Platz sowie den Abstieg in die Division I.

### Austragungsorte
| Heinola |

| Vierumäki |

| Heinola |

| Vierumäki |

### Vorrunde

#### Gruppe A
| 29. Dezember 2012 15:30 Uhr (Ortszeit) | Deutschland | 2:3 (0:0, 1:1, 1:2) Spielbericht | Finnland | Versowood Areena, Heinola Zuschauer: 758 |

| 29. Dezember 2012 17:30 Uhr | Kanada | 4:1 (1:0, 1:1, 2:0) Spielbericht | Ungarn | Sport Institute, Vierumäki Zuschauer: 154 |

| 30. Dezember 2012 15:00 Uhr | Deutschland | 1:2 n. V. (1:0, 0:1, 0:0, 0:1) Spielbericht | Ungarn | Sport Institute, Vierumäki Zuschauer: 73 |

| 30. Dezember 2012 17:30 Uhr | Finnland | 0:4 (0:2, 0:2, 0:0) Spielbericht | Kanada | Versowood Areena, Heinola Zuschauer: 827 |

| 1. Januar 2013 15:00 Uhr | Kanada | 7:0 (3:0, 2:0, 2:0) Spielbericht | Deutschland | Sport Institute, Vierumäki Zuschauer: 114 |

| 1. Januar 2013 17:30 Uhr | Ungarn | 0:4 (0:3, 0:1, 0:0) Spielbericht | Finnland | Versowood Areena, Heinola Zuschauer: 574 |

| Pl. |             | Sp | S | OTS | OTN | N | Tore  | Punkte |
| 1.  | Kanada      | 3  | 3 | 0   | 0   | 0 | 15:01 | 9      |
| 2.  | Finnland    | 3  | 2 | 0   | 0   | 1 | 07:06 | 6      |
| 3.  | Ungarn      | 3  | 0 | 1   | 0   | 2 | 03:09 | 2      |
| 4.  | Deutschland | 3  | 0 | 0   | 1   | 2 | 03:12 | 1      |

Abkürzungen: Pl. = Platz, Sp = Spiele, S = Siege, OTS = Siege nach Verlängerung (Overtime) oder Penaltyschießen, OTN = Niederlagen nach Verlängerung oder Penaltyschießen, N = Niederlagen

Erläuterungen: Halbfinalqualifikant, Viertelfinalqualifikant, Abstiegsrundenqualifikant

#### Gruppe B
| 29. Dezember 2012 12:00 Uhr (Ortszeit) | Schweden | 3:2 (1:1, 1:0, 1:1) Spielbericht | Tschechien | Versowood Areena, Heinola Zuschauer: 153 |

| 29. Dezember 2012 14:00 Uhr | USA | 7:0 (3:0, 1:0, 3:0) Spielbericht | Russland | Sport Institute, Vierumäki Zuschauer: 148 |

| 30. Dezember 2012 14:00 Uhr | Tschechien | 0:10 (0:5, 0:2, 0:3) Spielbericht | USA | Versowood Areena, Heinola Zuschauer: 215 |

| 30. Dezember 2012 18:30 Uhr | Schweden | 4:5 n. V. (2:1, 1:1, 1:2, 0:1) Spielbericht | Russland | Sport Institute, Vierumäki Zuschauer: 135 |

| 1. Januar 2013 14:00 Uhr | USA | 8:0 (4:0, 2:0, 2:0) Spielbericht | Schweden | Versowood Areena, Heinola Zuschauer: 174 |

| 1. Januar 2013 18:30 Uhr | Russland | 4:5 (2:3, 1:1, 1:1) Spielbericht | Tschechien | Sport Institute, Vierumäki Zuschauer: 155 |

| Pl. |            | Sp | S | OTS | OTN | N | Tore  | Punkte |
| 1.  | USA        | 3  | 3 | 0   | 0   | 0 | 25:0  | 9      |
| 2.  | Schweden   | 3  | 1 | 0   | 1   | 1 | 07:15 | 4      |
| 3.  | Tschechien | 3  | 1 | 0   | 0   | 2 | 07:17 | 3      |
| 4.  | Russland   | 3  | 0 | 1   | 0   | 2 | 09:16 | 2      |

Abkürzungen: Pl. = Platz, Sp = Spiele, S = Siege, OTS = Siege nach Verlängerung (Overtime) oder Penaltyschießen, OTN = Niederlagen nach Verlängerung oder Penaltyschießen, N = Niederlagen

Erläuterungen: Halbfinalqualifikant, Viertelfinalqualifikant, Abstiegsrundenqualifikant

### Abstiegsrunde
Die Relegationsrunde wird im Modus Best-of-Three ausgetragen. Hierbei treffen der Viertplatzierte der Gruppe A und der Vierte der Gruppe B aufeinander. Die Mannschaft, die von maximal drei Spielen zuerst zwei für sich entscheiden kann, verbleibt in der WM-Gruppe, der Verlierer steigt in die Division I ab.
Da die deutsche U18-Auswahl die beiden ersten Partien verlor, wurde die dritte Partie hinfällig und Deutschland stieg in die Division I ab.
| 2. Januar 2013 16:00 Uhr (Ortszeit) | Russland | 5:3 (3:0, 1:2, 1:1) Spielbericht Stand: 1:0 | Deutschland | Sport Institute, Vierumäki Zuschauer: 64 |

| 4. Januar 2013 17:30 Uhr | Deutschland | 3:4 n. V. (1:1, 1:2, 1:0, 0:1) Spielbericht Stand: 0:2 | Russland | Sport Institute, Vierumäki Zuschauer: 106 |

### Finalrunde
|  | Viertelfinale    | Viertelfinale | Viertelfinale |    |          | Halbfinale | Halbfinale | Halbfinale |    |            | Finale           | Finale           | Finale           |
|  |                  |               |               |    |          |            |            |            |    |            |                  |                  |                  |
|  |                  |               |               |    |          | B1         | USA        | 10         |    |            |                  |                  |                  |
|  | A2               | Finnland      | 3             |    |          | B3         | Tschechien | 0          |    |            |                  |                  |                  |
|  | B3               | Tschechien    | 5             |    |          |            |            |            |    | B1         | USA              | 1                |                  |
|  |                  |               |               |    | A1       | Kanada     | 2          |            |    |            |                  |                  |                  |
|  |                  |               |               | A1 | Kanada   | 7          |            |            |    |            |                  |                  |                  |
|  | B2               | Schweden      | 4             |    |          | B2         | Schweden   | 2          |    |            | Spiel um Platz 3 | Spiel um Platz 3 | Spiel um Platz 3 |
|  | A3               | Ungarn        | 0             |    |          |            |            |            | B3 | Tschechien | 0                |                  |                  |
|  |                  |               |               | B2 | Schweden | 4          |            |            |    |            |                  |                  |                  |
|  |                  |               |               |    |          |            |            |            |    |            |                  |                  |                  |
|  | Spiel um Platz 5 |               |               |    |          |            |            |            |    |            |                  |                  |                  |
|  | A2               | Finnland      | 3             |    |          |            |            |            |    |            |                  |                  |                  |
|  | A3               | Ungarn        | 1             |    |          |            |            |            |    |            |                  |                  |                  |

#### Viertelfinale
| 2. Januar 2013 14:30 Uhr (Ortszeit) | Schweden | 4:0 (3:0, 0:0, 1:0) Spielbericht | Ungarn | Versowood Areena, Heinola Zuschauer: 78 |

| 2. Januar 2013 18:30 Uhr | Finnland | 3:5 (2:2, 0:0, 1:3) Spielbericht | Tschechien | Versowood Areena, Heinola Zuschauer: 633 |

#### Spiel um Platz 5
| 4. Januar 2013 14:00 Uhr | Finnland | 3:1 (0:0, 2:1, 1:0) Spielbericht | Ungarn | Sport Institute, Vierumäki Zuschauer: 142 |

#### Halbfinale
| 4. Januar 2013 14:30 Uhr | Kanada | 7:2 (2:0, 2:1, 3:1) Spielbericht | Schweden | Versowood Areena, Heinola Zuschauer: 287 |

| 4. Januar 2013 18:30 Uhr | USA | 10:0 (4:0, 3:0, 3:0) Spielbericht | Tschechien | Versowood Areena, Heinola Zuschauer: 216 |

#### Spiel um Platz 3
| 5. Januar 2013 14:30 Uhr | Schweden | 4:0 (3:0, 1:0, 0:0) Spielbericht | Tschechien | Versowood Areena, Heinola Zuschauer: 345 |

#### Finale
| 5. Januar 2013 18:30 Uhr | USA | 1:2 n. V. (1:0, 0:0, 0:1, 0:1) Spielbericht | Kanada | Versowood Areena, Heinola Zuschauer: 813 |

### Statistik

#### Beste Scorerinnen
Abkürzungen: Sp = Spiele, T = Tore, V = Assists, Pkt = Punkte, +/− = Plus/Minus, SM = Strafminuten; Fett: Turnierbestwert
| Spieler             | Team     | Sp | T | V | Pkt | +/− | SM |
| ------------------- | -------- | -- | - | - | --- | --- | -- |
| Kate Schipper       | USA      | 5  | 5 | 8 | 13  | +9  | 4  |
| Jelena Dergatschowa | Russland | 5  | 4 | 5 | 9   | +8  | 6  |
| Amy Menke           | USA      | 5  | 3 | 6 | 9   | +8  | 2  |
| Emma Nuutinen       | Finnland | 5  | 5 | 3 | 8   | +6  | 10 |
| Megan Wolfe         | USA      | 5  | 4 | 4 | 8   | +9  | 0  |
| Anna Schochina      | Russland | 5  | 6 | 1 | 7   | +5  | 8  |
| Catherine Dubois    | Kanada   | 5  | 4 | 3 | 7   | +7  | 2  |
| Grace Zarzecki      | USA      | 5  | 3 | 4 | 7   | +4  | 0  |
| Jincy Dunne         | USA      | 5  | 2 | 5 | 7   | +11 | 0  |
| Halli Krzyzaniak    | Kanada   | 5  | 2 | 5 | 7   | +7  | 8  |

#### Beste Torhüterinnen
Abkürzungen: Sp = Spiele, Min = Eiszeit (in Minuten), GT = Gegentore, SO = Shutouts, Sv% = gehaltene Schüsse (in %), GTS = Gegentorschnitt; Fett: Turnierbestwert
| Spieler          | Team        | Sp | Min    | GT | SO | Sv%   | GTS  |
| ---------------- | ----------- | -- | ------ | -- | -- | ----- | ---- |
| Kimberly Newell  | Kanada      | 3  | 180:11 | 3  | 1  | 96,00 | 1,00 |
| Sidney Peters    | USA         | 3  | 180:58 | 2  | 2  | 95,24 | 0,66 |
| Minatsu Murase   | Schweden    | 4  | 189:16 | 6  | 2  | 94,55 | 1,90 |
| Franziska Albl   | Deutschland | 4  | 246:40 | 13 | 0  | 91,39 | 3,16 |
| Eveliina Suonpää | Finnland    | 4  | 238:31 | 11 | 1  | 90,52 | 2,77 |

### Abschlussplatzierungen
| Pl. | Team        |
| --- | ----------- |
| 1   | Kanada      |
| 2   | USA         |
| 3   | Schweden    |
| 4   | Tschechien  |
| 5   | Finnland    |
| 6   | Ungarn      |
| 7   | Russland    |
| 8   | Deutschland |

### Titel, Auf- und Abstieg
| Weltmeister Kanada | Geneviève Bannon, Taryn Baumgardt, Ashleigh Brykaliuk, Kristyn Capizzano, Cassidy Carels, Emily Clark, Hanna Bunton, Catherine Daoust, Jessica Dodds, Catherine Dubois, Kristin Gilmour, Karly Heffernan, Corie Jacobson, Halli Krzyzaniak, Sydney McKibbon, Hannah Miller, Alex Moore, Eden Murray, Kimberly Newell, Sarah Nurse, Alexa Ranahan, Sarah Steele Trainer: Jim Fetter |

| Silber USA | Sydney Baldwin, Dani Cameranesi, Taylar Cianfarano, Jincy Dunne, Gracen Hirschy, Kenzie Kent, Lexie Laing, Fiona McKenna, Amy Menke, Sidney Morin, Kelly Pannek, Sidney Peters, Cara Piazza, Maliya Rodgers, Maddie Rolfes, Jenny Ryan, Kate Schipper, Alexis Shaw, Baylee Wellhausen, Taylor Willard, Megan Wolfe, Grace Zarzecki Trainer: Jeff Kampersal |

| Bronze Schweden | Julia Åberg, Malin Axelsson, Elin Benn, Olivia Carlsson, Anneli Ekstedt, Emily Fridh, Madeleine Hall, Linnéa Hedin, Malin Höglund, Veronica Hummelgård, Denise Husak Asp, Maja Jakobsson, Elin Johansson, Ida Karlsson, Julia Lennartsson, Michelle Löwenhielm, Amanda Lundström, Minatsu Murase, Maria Omberg, Isabell Palm, Ebba Strandberg, Anna Södergren, Jennifer Törnhult Trainer: Henrik Cedergren |

| Absteiger in die Division I:    | Deutschland |
| Aufsteiger in die Top-Division: | Japan       |

### Auszeichnungen
Spielertrophäen
| Auszeichnung          | Spielerin        | Team     |
| --------------------- | ---------------- | -------- |
| Beste Torhüterin      | Minatsu Murase   | Schweden |
| Beste Verteidigerin   | Halli Krzyzaniak | Kanada   |
| Beste Stürmerin       | Kate Schipper    | USA      |
| Wertvollste Spielerin | Kate Schipper    | USA      |

All-Star-Team
| Angriff:      | Jelena Dergatschowa – Emma Nuutinen – Kate Schipper |
| Verteidigung: | Ebba Strandberg – Halli Krzyzaniak                  |
| Tor:          | Kimberly Newell                                     |

## Division I
Das Turnier der Division I wurde vom 2. bis 8. Januar 2013 im schweizerischen Romanshorn ausgetragen. Die Spiele fanden in der 1.500 Zuschauer fassenden Eissportzentrum Oberthurgau statt. Insgesamt besuchten 2.937 Zuschauer die 15 Turnierspiele, was einem Schnitt von 195 pro Partie entspricht.
Den Turniersieg und damit den Aufstieg in die Top-Division erreichte das überlegene japanische Team, das alle seiner fünf Turnierspiele gewinnen konnte. Den zweiten Platz sicherten sich die gastgebenden Schweizerinnen, die ein Jahr zuvor aus der Top-Division abgestiegen waren. Den Wiederaufstieg verpassten sie aufgrund einer Niederlage gegen Norwegen am zweiten Spieltag und einer Niederlage nach Penaltyschießen gegen Japan. Die österreichische U18-Auswahl, die im Jahr 2012 noch den zweiten Turnierrang erreicht hatte, verlor diesmal alle seine Turnierspiele und stieg in die Qualifikation ab.
| 2. Januar 2013 13:00 Uhr (Ortszeit) | Frankreich | 0:4 (0:1, 0:1, 0:2) Spielbericht | Japan | Eissportzentrum Oberthurgau, Romanshorn Zuschauer: 77 |

| 2. Januar 2013 16:30 Uhr | Norwegen | 4:2 (0:1, 2:1, 2:0) Spielbericht | Österreich | Eissportzentrum Oberthurgau, Romanshorn Zuschauer: 103 |

| 2. Januar 2013 20:00 Uhr | Slowakei | 1:2 (0:2, 1:0, 0:0) Spielbericht | Schweiz | Eissportzentrum Oberthurgau, Romanshorn Zuschauer: 374 |

| 3. Januar 2013 16:30 Uhr | Japan | 2:1 (2:0, 0:0, 0:1) Spielbericht | Slowakei | Eissportzentrum Oberthurgau, Romanshorn Zuschauer: 78 |

| 3. Januar 2013 20:00 Uhr | Schweiz | 1:2 (0:0, 1:1, 0:1) Spielbericht | Norwegen | Eissportzentrum Oberthurgau, Romanshorn Zuschauer: 388 |

| 4. Januar 2013 19:00 Uhr | Österreich | 2:3 (1:0, 0:1, 1:2) Spielbericht | Frankreich | Eissportzentrum Oberthurgau, Romanshorn Zuschauer: 94 |

| 5. Januar 2013 13:00 Uhr | Slowakei | 1:2 (1:2, 0:0, 0:0) Spielbericht | Norwegen | Eissportzentrum Oberthurgau, Romanshorn Zuschauer: 103 |

| 5. Januar 2013 16:30 Uhr | Österreich | 2:6 (0:3, 2:1, 0:2) Spielbericht | Japan | Eissportzentrum Oberthurgau, Romanshorn Zuschauer: 95 |

| 5. Januar 2013 20:00 Uhr | Schweiz | 3:0 (0:0, 0:0, 3:0) Spielbericht | Frankreich | Eissportzentrum Oberthurgau, Romanshorn Zuschauer: 391 |

| 6. Januar 2013 16:30 Uhr | Japan | 3:2 n. P. (1:0, 1:2, 0:0, 0:0, 1:0) Spielbericht | Schweiz | Eissportzentrum Oberthurgau, Romanshorn Zuschauer: 403 |

| 7. Januar 2013 15:30 Uhr | Norwegen | 0:3 (0:0, 0:2, 0:1) Spielbericht | Frankreich | Eissportzentrum Oberthurgau, Romanshorn Zuschauer: 87 |

| 7. Januar 2013 19:00 Uhr | Österreich | 1:3 (0:2, 0:0, 1:1) Spielbericht | Slowakei | Eissportzentrum Oberthurgau, Romanshorn Zuschauer: 62 |

| 8. Januar 2013 13:00 Uhr | Frankreich | 5:2 (3:0, 0:0, 2:2) Spielbericht | Slowakei | Eissportzentrum Oberthurgau, Romanshorn Zuschauer: 187 |

| 8. Januar 2013 16:30 Uhr | Japan | 3:2 (0:1, 1:0, 2:1) Spielbericht | Norwegen | Eissportzentrum Oberthurgau, Romanshorn Zuschauer: 143 |

| 8. Januar 2013 20:00 Uhr | Schweiz | 9:0 (2:0, 4:0, 3:0) Spielbericht | Österreich | Eissportzentrum Oberthurgau, Romanshorn Zuschauer: 352 |

| Pl. |            | Sp | S | OTS | OTN | N | Tore  | Punkte |
| 1.  | Japan      | 5  | 4 | 1   | 0   | 0 | 18:07 | 14     |
| 2.  | Schweiz    | 5  | 3 | 0   | 1   | 1 | 11:11 | 10     |
| 3.  | Frankreich | 5  | 3 | 0   | 0   | 2 | 11:11 | 09     |
| 4.  | Norwegen   | 5  | 3 | 0   | 0   | 2 | 13:13 | 09     |
| 5.  | Slowakei   | 5  | 1 | 0   | 0   | 4 | 08:12 | 03     |
| 6.  | Österreich | 5  | 0 | 0   | 0   | 5 | 07:25 | 0      |

Abkürzungen: Pl. = Platz, Sp = Spiele, S = Siege, OTS = Siege nach Verlängerung (Overtime) oder Penaltyschießen, OTN = Niederlagen nach Verlängerung oder Penaltyschießen, N = Niederlagen

Erläuterungen: Aufsteiger in die Top-Division, Absteiger in die Qualifikation zur Division I

### Auf- und Abstieg
| Absteiger in die Division I:                   | Deutschland          |
| Aufsteiger in die Top-Division:                | Japan                |
| Absteiger in die Qualifikation zur Division I: | Österreich           |
| Qualifikanten für die Division I (2013):       | Frankreich, Slowakei |
| Aufsteiger in die Division I (2014):           | Großbritannien       |

## Qualifikation zur Division I
Das Qualifikationsturnier zur Division I wurde vom 27. Oktober bis 1. November 2012 im schottischen Dumfries ausgetragen. Die Spiele fanden im 1.000 Zuschauer fassenden Dumfries Ice Bowl statt. Insgesamt besuchten 2.206 Zuschauer die 14 Turnierspiele, was einem Schnitt von 157 pro Partie entspricht.
An der Qualifikation für die Division I nahmen vier Teilnehmer der letzten Austragung sowie die beiden letztplatzierten Mannschaften des Vorjahres – Großbritannien und die Slowakei – teil. Die beiden besten Mannschaften der Qualifikation nahmen anschließend die beiden freien Plätze in der Division I ein.
In der Qualifikation setzten sich Frankreich und die Slowakei souverän durch, während sich Großbritannien mit dem dritten Platz für die Austragung des Division-I-Turniers 2014 qualifizierte. Aufgrund der verspäteten Anreise des kasachischen Teams entfiel die Partie gegen Italien und wurde mit drei Punkten und 5:0 Toren für die Italien gewertet.
| 27. Oktober 2012 13:00 Uhr (Ortszeit) | Slowakei | 2:3 (0:2, 2:0, 0:1) Spielbericht | Frankreich | Ice Bowl, Dumfries Zuschauer: 44 |

| 27. Oktober 2012 16:30 Uhr | Kasachstan | 0:5 (Wertung) | Italien | Ice Bowl, Dumfries Zuschauer: – |

| 27. Oktober 2012 20:15 Uhr | Volksrepublik China | 1:7 (0:3, 0:2, 1:2) Spielbericht | Großbritannien | Ice Bowl, Dumfries Zuschauer: 192 |

| 28. Oktober 2012 13:00 Uhr | Frankreich | 5:0 (2:0, 2:0, 1:0) Spielbericht | Kasachstan | Ice Bowl, Dumfries Zuschauer: 94 |

| 28. Oktober 2012 16:30 Uhr | Slowakei | 6:3 (3:1, 2:1, 1:1) Spielbericht | Volksrepublik China | Ice Bowl, Dumfries Zuschauer: 84 |

| 28. Oktober 2012 20:00 Uhr | Großbritannien | 3:0 (1:0, 1:0, 1:0) Spielbericht | Italien | Ice Bowl, Dumfries Zuschauer: 202 |

| 29. Oktober 2012 13:00 Uhr | Volksrepublik China | 1:2 n. P. (0:0, 1:1, 0:0, 0:0, 0:1) Spielbericht | Italien | Ice Bowl, Dumfries Zuschauer: 184 |

| 29. Oktober 2012 16:30 Uhr | Slowakei | 10:0 (2:0, 6:0, 2:0) Spielbericht | Kasachstan | Ice Bowl, Dumfries Zuschauer: 83 |

| 29. Oktober 2012 20:00 Uhr | Großbritannien | 2:3 (0:1, 1:1, 1:1) Spielbericht | Frankreich | Ice Bowl, Dumfries Zuschauer: 271 |

| 31. Oktober 2012 13:00 Uhr | Italien | 2:5 (1:2, 1:1, 0:2) Spielbericht | Slowakei | Ice Bowl, Dumfries Zuschauer: 151 |

| 31. Oktober 2012 16:30 Uhr | Frankreich | 3:0 (2:0, 0:0, 1:0) Spielbericht | Volksrepublik China | Ice Bowl, Dumfries Zuschauer: 144 |

| 31. Oktober 2012 20:00 Uhr | Kasachstan | 1:6 (0:2, 1:2, 0:2) Spielbericht | Großbritannien | Ice Bowl, Dumfries Zuschauer: 189 |

| 1. November 2012 13:00 Uhr | Volksrepublik China | 8:2 (1:1, 4:0, 3:1) Spielbericht | Kasachstan | Ice Bowl, Dumfries Zuschauer: 196 |

| 1. November 2012 16:30 Uhr | Italien | 1:0 (0:0, 0:0, 1:0) Spielbericht | Frankreich | Ice Bowl, Dumfries Zuschauer: 179 |

| 1. November 2012 20:00 Uhr | Großbritannien | 3:4 (1:1, 0:3, 2:0) Spielbericht | Slowakei | Ice Bowl, Dumfries Zuschauer: 193 |

| Pl. |                     | Sp | S | OTS | OTN | N | Tore  | Punkte |
| 1.  | Frankreich          | 5  | 4 | 0   | 0   | 1 | 14:05 | 12     |
| 2.  | Slowakei            | 5  | 4 | 0   | 0   | 1 | 27:11 | 12     |
| 3.  | Großbritannien      | 5  | 3 | 0   | 0   | 2 | 21:09 | 09     |
| 4.  | Italien             | 5  | 2 | 1   | 0   | 2 | 10:09 | 08     |
| 5.  | Volksrepublik China | 5  | 1 | 0   | 1   | 3 | 13:20 | 04     |
| 6.  | Kasachstan          | 5  | 0 | 0   | 0   | 5 | 03:34 | 0      |

Abkürzungen: Pl. = Platz, Sp = Spiele, S = Siege, OTS = Siege nach Verlängerung (Overtime) oder Penaltyschießen, OTN = Niederlagen nach Verlängerung oder Penaltyschießen, N = Niederlagen

Erläuterungen: Qualifikanten für die Division I 2013, Aufsteiger in die Division I 2014

### Auf- und Abstieg
| Absteiger in die Qualifikation zur Division I: | Österreich           |
| Qualifikanten für die Division I (2013):       | Frankreich, Slowakei |
| Aufsteiger in die Division I (2014):           | Großbritannien       |